# Krofdorf-Gleiberg
Krofdorf-Gleiberg è una frazione del comune tedesco di Wettenberg, nell'Assia.

Conta circa 5.000 abitanti.

## Storia
Krofdorf-Gleiberg costituì un comune autonomo fino al 31 dicembre 1976, quando con altri 13 comuni e le città di Gießen e Wetzlar andò a formare la nuova città di Lahn, divenendone un quartiere (Stadtteil) compreso nel distretto urbano (Stadtbezirk) di Wettenberg.
Il 31 luglio 1979, a seguito delle proteste della cittadinanza, la città di Lahn fu sciolta, e il distretto urbano di Wettenberg divenne un comune indipendente; da quella data, Krofdorf-Gleiberg ne costituisce pertanto una frazione (Ortsteil).